# 47 아글라자
47 아글라야(47 Aglaja, /əˈɡleɪ.ə/)는 크고 어두운 소행성대 소행성이다. 1857년 9월 15일 로베르트 루터가 뒤셀도르프에서 발견했다. 이 이름은 본 대학교의 철학 학부에서 선정했으며, 그리스 신화의 카리스 중 한 명인 아글라에아를 지칭한다. 'i'와 'j'는 라틴어 이름과 그리스어 이름의 라틴어 표기에서 동등하기 때문에 20세기 초까지는 영어 자료에서 아글라야(Aglaia)로 표기되었다.
스펙트럼에 따르면, 47 아글라야는 톨른 분류 체계에서 C형 소행성으로 분류되며, 이는 탄소질 구성 성분을 나타낸다. SMASS 분류 체계에서는 희귀한 B형 소행성으로 평가한다. 1 μm 부근에 넓은 흡수 특성이 있는데, 이는 자철석의 존재와 관련이 있으며 소행성에 푸른색을 띠게 한다.
1984년 9월 16일, 47 아글라야에 의해 별 SAO 146599가 엄폐되었다. 이 사건은 미국 대륙의 13개 관측소에서 관측되었으며, 이를 통해 단면 윤곽을 결정할 수 있었다. 이 연구에 따르면 소행성의 지름은 136.4 ± 1.2 km이다. 엄폐 당시 계산된 기하학적 반사율은 0.071 ± 0.002였다.
2012년 라스크루시스의 오르간 메사 천문대에서 이 소행성을 측광 관측한 결과, 13.175 ± 0.002 시간의 주기와 0.09 ± 0.01 등급의 밝기 변화를 갖는 광도곡선이 나타났다. 이 결과는 이전 연구와 일치한다.